# Източнокавказки тур
Източнокавказкият тур (Capra cylindricornis) е вид бозайник от семейство Кухороги (Bovidae). Видът е почти застрашен от изчезване.

## Разпространение и местообитание
Разпространен е в Азербайджан, Грузия и Русия.
Обитава гористи местности, планини, възвишения, склонове, ливади, храсталаци и савани в райони с умерен климат.

## Описание
Продължителността им на живот е около 20,2 години. Популацията на вида е намаляваща.